# Silicon Graphics

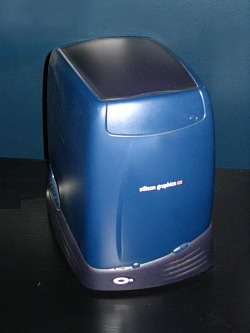
Stacja robocza SGI O2

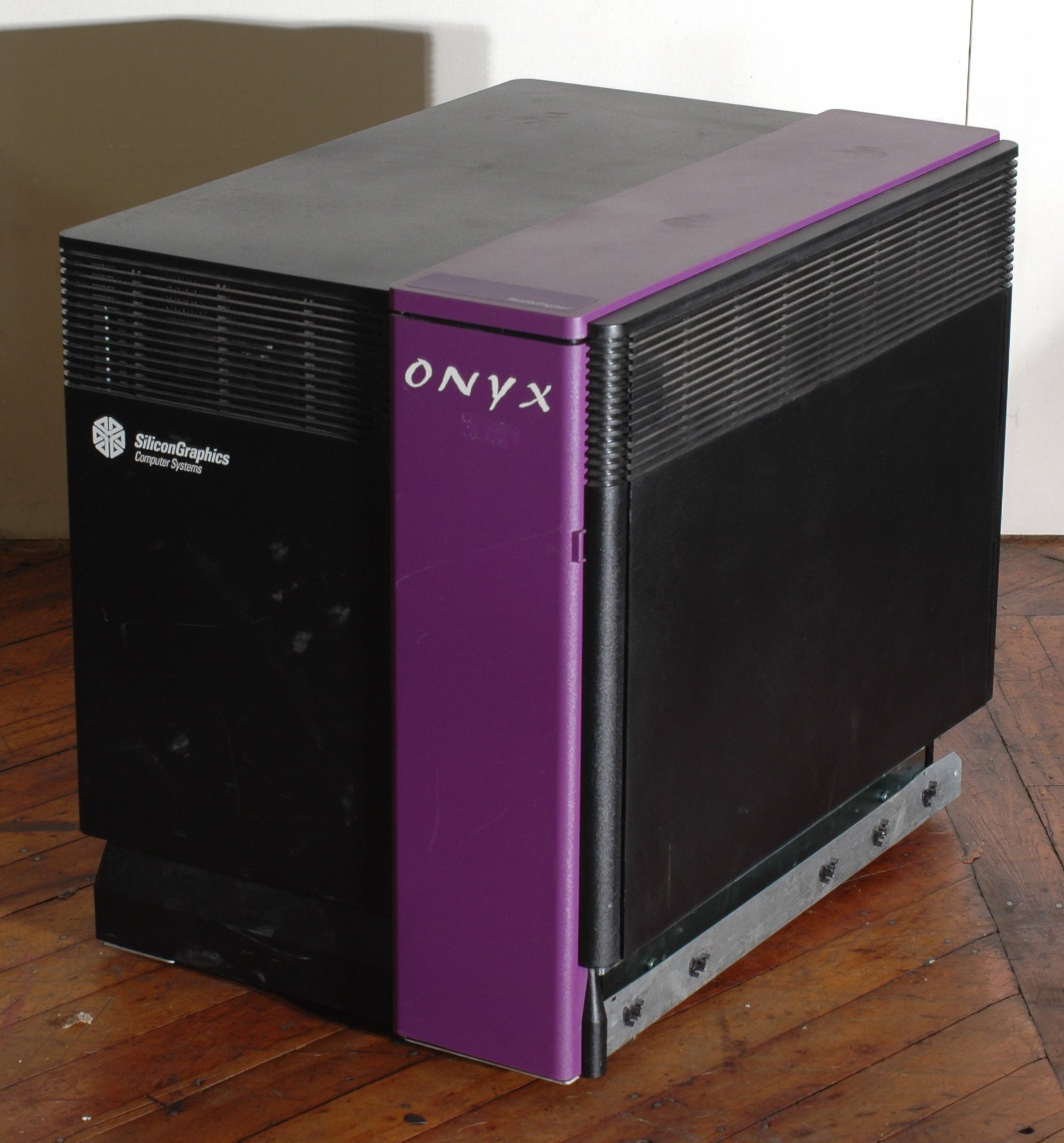
Superkomputer SGI Onyx

Silicon Graphics, Incorporated (SGI) – amerykańskie przedsiębiorstwo znane głównie z produkcji wysokiej klasy sprzętu komputerowego przeznaczonego do produkcji grafiki komputerowej – głównie grafiki trójwymiarowej oraz obróbki obrazu wideo. Firmę założył w 1982 roku wraz z dziesięcioma studentami Jim Clark – profesor z Uniwersytetu Stanford. Początkowo ze swoimi pionierskimi, jak na początek lat 80., pomysłami zwrócił się do firm takich jak Hewlett-Packard czy Digital, jednak nie były one zainteresowane wykupieniem patentu. Jim Clark opuścił SGI w 1993 roku i wspólnie z Markiem Andreessenem (współtwórcą przeglądarki Mosaic) założył firmę Netscape.
Firma była członkiem OpenGL Architecture Review Board (ARB), organizacji zajmującej się rozwijaniem biblioteki graficznej OpenGL. OpenGL powstał jako rozwinięcie, używanej w stacjach graficznych Silicon Graphics, biblioteki IrisGL. Dlatego też, do SGI należały również prawa do nazwy i logo „OpenGL”.
Komputery produkowane przez SGI pracowały (do 2006 r.) pod kontrolą rozwijanego przez firmę systemu IRIX (maszyny oparte na procesorach rodziny MIPS), później (od 2001 r.) używały Linuksa (systemy Altix były w 2006 r. największymi superkomputerami opartymi na Linuksie oraz procesorach Intel Itanium 2). Na systemach opartych na Linuksie i procesorach Intel można używać oprogramowania IRIXa (za pomocą emulatora programowego), istnieje również projekt, którego celem jest m.in. rozwijanie Linuksa na systemy SGI MIPS. Sterowniki graficzne najnowszych komputerów SGI (Virtu) pochodzą z Nvidii, niegdyś SGI samo projektowało i produkowało sterowniki dla swoich maszyn.
Z powodu kurczącego się rynku specjalizowanych stacji graficznych, firma zakończyła ich produkcję w 2006 roku. Oznaczało to także kres produkcji systemów z procesorami MIPS i własnych sterowników graficznych. Ostatnimi modelami tej klasy były systemy Tezro i Fuel (IRIX/MIPS) oraz Prism (Itanium/Linux). Później (kwiecień 2008) Silicon Graphics powróciło na krótko na ten rynek, wprowadzając systemy Virtu.
Na początku 2009 roku Silicon Graphics ogłosiła upadłość, po wyparciu jej stacji roboczych przez komputery osobiste przedsiębiorstwo nie mogło znaleźć sobie miejsca na rynku. Większość majątku sprzedano firmie Rackable Systems, używającej obecnie marki Silicon Graphics International, z pozostałości utworzono spółkę Graphics Properties Holdings, zajmującą się zarządzaniem patentami dawnego SGI.
Ważniejsze dawniejsze produkty to stacje robocze Crimson, Indy, Indigo i O2 oraz superkomputery Onyx.